# 17-й армейский корпус (СССР)
17-й армейский корпус — оперативно-тактическое соединение Сухопутных войск Советской армии ВС Союза ССР.
Армейский корпус входил, на момент расформирования, в состав Среднеазиатского военного округа (САВО). Управление корпуса с середины 1960-х годов дислоцировалось в городе Фрунзе Киргизская ССР.

## История
Управление стрелкового корпуса сформировано в сентябре 1949 года в Самарканде, в Туркестанском военном округе (ТуркВО). В 1957 году корпус переименован в 17-й армейский. Во второй половине 1960-х годов управление корпуса передислоцировали в город Фрунзе, в 1969 году, в связи с сформированием Среднеазиатского военного округа, ввиду углубления Советско-китайского раскола. После передислокации в его состав вошли 201-я мотострелковая дивизия (201 мсд), 8-я гвардейская мотострелковая дивизия (8 гв.мсд) и 68-я мотострелковая дивизия (68 мсд). Кроме того, в составе оказались 30-й и 860-й отдельные мотострелковые полки.
После начала Афганской войны, 860 омсп и 201 мсд (кроме 92-го мотострелкового и 401-го танкового полков) переведены в состав 40-й армии. На месте дислокации 860 омсп была сформирована единственная советская просторечно так называемая горная бригада — 68 омсбр(г) на базе 32-го мотострелкового полка, прибывшего из города Орджоникидзе. На месте 201 мсд в 1980 году сформирована 134-я мотострелковая дивизия.
В 1992 году управление корпуса стало Министерством обороны Киргизии.

## Состав

### В конце 1980-х годов
- Управление корпуса, штаб, 789-я отдельная рота охраны и обеспечения (г. Фрунзе)
- 8-я гвардейская мотострелковая Режицкая ордена Ленина, Краснознамённая, ордена Суворова дивизия имени Героя Советского Союза генерал-майора И. В. Панфилова (г. Фрунзе)
- 68-я мотострелковая Новгородская Краснознамённая дивизия (с. Сарыозек)
- 134-я мотострелковая дивизия (формирования 1980 года) (г. Душанбе)
- 68-я отдельная мотострелковая бригада (горная) (г. Ош)
- 78-я ракетная бригада (г. Унгуртас)
- 78-я бригада материального обеспечения (г. Фрунзе)
- 30-й отдельный мотострелковый полк (г. Рыбачье)
- 13-й пушечный артиллерийский полк (с. Сарыозек)
- 303-я отдельная вертолётная эскадрилья (г. Душанбе)
- 342-й отдельный батальон связи (г. Фрунзе)
- 751-й отдельный инженерно-сапёрный батальон (г. Капчагай)
- 179-й отдельный реактивный артиллерийский дивизион (с. Сарыозек)
- 186-й отдельный зенитный ракетно-артиллерийский дивизион (г. Ош)
- 252-я отдельная рота спецназа (г. Фрунзе)
- отдельная вьючно-транспортная рота (г. Ош)
- отдельный батальон РЭБ (с. Сарыозек)

## Дислокация
|  | Штаб корпуса · 8 гв. мсд, 78 брмо · обс, 252 орспн · (г. Фрунзе) 751 оисб · (г. Капчагай) 30 омсп (с. Курдай) 78 рбр · (с. Унгуртас) 68 мсд, 13 пап, 179 ореадн, обрэб · (с. Сарыозек)17-й армейский корпус в КазССР и КирССР на 1988 год |  | 134 мсд · (г. Душанбе) 68 омсбр(г) · 186 озрадн · овтр · (г. Ош)17-й армейский корпус в ТаССР на 1988 год |

## Командиры
- Пьянков, Борис Евгеньевич, генерал-майор:   июль 1979 — декабрь 1982.